# Sistemul de numerație indo-arab
Sistemul de numerație indo-arab este un sistem de numerație în baza zece care folosește o notare pozițională și zece cifre, mergând de la zero la nouă, al căror traseu este independent  de valoarea reprezentată. În acest sistem reprezentarea 

## Simboluri utilizate

### Cifre
Cifrele utilizate pot fi diverse. Totuși, cele mai răspândite sunt cele numite cifre arabe, dar a căror evoluție finală a traseului este în realitate europeană.
| Valoare               | 0 | 1 | 2 | 3 | 4 | 5 | 6 | 7 | 8 | 9 |
| --------------------- | - | - | - | - | - | - | - | - | - | - |
| Arab oriental         | ٠ | ١ | ٢ | ٣ | ٤ | ٥ | ٦ | ٧ | ٨ | ٩ |
| Arab (persan și urdu) | ۰ | ۱ | ۲ | ۳ | ۴ | ۵ | ۶ | ۷ | ۸ | ۹ |
| Balinez               | ᭐ | ᭑ | ᭒ | ᭓ | ᭔ | ᭕ | ᭖ | ᭗ | ᭘ | ᭙ |
| Bengalez              | ০ | ১ | ২ | ৩ | ৪ | ৫ | ৬ | ৭ | ৮ | ৯ |
| Braille               | ⠚ | ⠁ | ⠃ | ⠉ | ⠙ | ⠑ | ⠋ | ⠛ | ⠓ | ⠊ |
| Devanagari            | ० | १ | २ | ३ | ४ | ५ | ६ | ७ | ८ | ९ |
| European, zis «arab » | 0 | 1 | 2 | 3 | 4 | 5 | 6 | 7 | 8 | 9 |
| Gujarati              | ૦ | ૧ | ૨ | ૩ | ૪ | ૫ | ૬ | ૭ | ૮ | ૯ |
| Gurmukhi              | ੦ | ੧ | ੨ | ੩ | ੪ | ੫ | ੬ | ੭ | ੮ | ੯ |
| Kannada               | ೦ | ೧ | ೨ | ೩ | ೪ | ೫ | ೬ | ೭ | ೮ | ೯ |
| Khmer                 | ០ | ១ | ២ | ៣ | ៤ | ៥ | ៦ | ៧ | ៨ | ៩ |
| Laoțian               | ໐ | ໑ | ໒ | ໓ | ໔ | ໕ | ໖ | ໗ | ໘ | ໙ |

| Valoare      | 0 | 1 | 2 | 3 | 4 | 5 | 6 | 7 | 8 | 9 |
| ------------ | - | - | - | - | - | - | - | - | - | - |
| Limbu        | ᥆ | ᥇ | ᥈ | ᥉ | ᥊ | ᥋ | ᥌ | ᥍ | ᥎ | ᥏ |
| Malayalam    | ൦ | ൧ | ൨ | ൩ | ൪ | ൫ | ൬ | ൭ | ൮ | ൯ |
| Mongol       | ᠐ | ᠑ | ᠒ | ᠓ | ᠔ | ᠕ | ᠖ | ᠗ | ᠘ | ᠙ |
| Myanmar      | ၀ | ၁ | ၂ | ၃ | ၄ | ၅ | ၆ | ၇ | ၈ | ၉ |
| N'ko         | ߀ | ߁ | ߂ | ߃ | ߄ | ߅ | ߆ | ߇ | ߈ | ߉ |
| Noul thai lü | ᧐ | ᧑ | ᧒ | ᧓ | ᧔ | ᧕ | ᧖ | ᧗ | ᧘ | ᧙ |
| Oriya        | ୦ | ୧ | ୨ | ୩ | ୪ | ୫ | ୬ | ୭ | ୮ | ୯ |
| Osmanya      | 𐒠 | 𐒡 | 𐒢 | 𐒣 | 𐒤 | 𐒥 | 𐒦 | 𐒧 | 𐒨 | 𐒩 |
| Tamil        | ௦ | ௧ | ௨ | ௩ | ௪ | ௫ | ௬ | ௭ | ௮ | ௯ |
| Telugu       | ౦ | ౧ | ౨ | ౩ | ౪ | ౫ | ౬ | ౭ | ౮ | ౯ |
| Thai         | ๐ | ๑ | ๒ | ๓ | ๔ | ๕ | ๖ | ๗ | ๘ | ๙ |
| Tibetan      | ༠ | ༡ | ༢ | ༣ | ༤ | ༥ | ༦ | ༧ | ༨ | ༩ |

### Simboluri complementare
În afară de cele zece cifre reprezentând întregii de la zero la nouă, sistemul poate face să intervină :
- unu, sau două semne minus și plus, adică un simbol negativ și, eventual, unul pozitiv, pentru numerele semnate (exemplu: -6),
- un separator zecimal așezat între unități și partea fracțională a numărului (exemplu: 12,5),

O asemenea reprezentare permite astfel să se reprezinte : 
- numerele naturale cu ajutorul a doar 10 simboluri, cele zece cifre ;
- numerele întregi cu ajutorul a doar 11 simboluri, cele zece cifre și a unui semn pentru numerele negative (-) ;
- numerele zecimale cu ajutorul a doar 12 simboluri, cele zece cifre, un semn pentru numerele negative (-) și a unui separator zecimal (,) ;

Pentru numerele raționale, se utilizează uneori o linie orizontală așezată deasupra cifrelor care reprezintă partea zecimală care se repetă la infinit. Dar această scriere iese din cadrul strict al numerației poziționale. Exemple :
- 1,309 = 1,3090909… = 1,3 + 9/990
- 3,142857142857… = 3,142857 = 3 + 142 857/999 999.

În sfârșit, pentru ușurarea lecturii numărului, se folosește în general un separator între grupele de trei cifre din partea întreagă a numărului (exemple: 15 000 sau 15.000, sau încă, în engleză, de exemplu: 15,000). În limbile romanice, acest lucru traduce caracterul hibrid al sistemului de numerație, care nu este pur de bază zece, însă combină în realitate bazele 10 și 1000. Numerele care reprezintă anii nu primesc separator.  Exemplu : 2016
 
Totuși, o separație este efectuată între aceleași grupe de cifre în alte limbi care combină totuși bazele 10 și 10 000, ca în japoneză.

## Istoric

### Apariția în India
În India, scrierea brahmi a apărut în secolul al III-lea î.Hr., dar în acea epocă, cifrele erau utilizate într-un sistem care folosea o notație aditivă. În 458, într-un tratat de cosmologie jaina, în sanscrită, Lokavibhaga (« Părțile Universului »), numerele sunt scrise potrivit principiului pozițional, deși cifrele sunt scrise literă cu literă, « sunya » (semnificând « vid ») indica o absență de valoare. Cea mai veche apariție a utilizării poziționale a cifrelor indiene, de la unu la nouă, datează din 595. Acest uz se regăsește în mai multe locuri ale subcontinentului în secolul al VII-lea, generalizându-se începând din secolul al IX-lea. În 628, Brahmagupta descrie « sunya » ca un număr, în lucrarea sa în sanscrită Brahmasphutasiddhanta (« Deschiderea Lumii »). Uzul unei notații poziționale zecimale în India acestei epoci, folosind cifrele de la unu la nouă, este raportat de Severus Sebôkht, un episcop siriac, în 662.

### Simbolul zero
Primele simboluri în legătură cu o scriere zecimală corespunzând lui „zero” pozițional, sub formă de rotund sau de punct, care să înlocuiască spațiul care-l preceda, au fost găsite în Cambodgia în 683 și în Sumatra, în același an și în 684. Aceste regiuni, erau în epocă sub influență chineză, iar prima beneficia atunci de numeroase schimburi cu India. În India, prima inscripție cuprinzând, în mod distinct, acest zero datează din 876.
După alți autori, Bhāskara I (c. 600 – c. 680) a fost primul care a scris cifra „zero” sub forma unui cerc în sistemul de numerație indo-arab.

### Transmiterea la arabi
Pentru favorizarea avântului științelor, arabii au dezvoltat un mecenat științific începând din a doua jumătate a secolului al VIII-lea, au invitat savanți străini, au construit biblioteci, au tradus texte vechi, în general pornind de la siriacă sau de la pehlevi (persana medie). O numerație alfabetică, aditivă, era în uz, ca și la cele mai multe popoare ale căror alfabete au derivat din cel fenician.
Cu vizita unui astronom indian la curtea califului Al-Mansur, la Bagdad, acesta din urmă a realizat importanța științelor indiene. L-a însărcinat pe Al-Fazari, în 772, să traducă în arabă tabelele astronomice indiene. Spre această perioadă sunt traduși Aryabhata și Brahmagupta. Spre 820, califul Al-Mam'un a fondat la Bagdad „Casa Înțelepciunii”, pentru a permite savanților să lucreze în jurul unei biblioteci, eliberați de constrângeri materiale. În acest context, la începutul secolului al IX-lea, Al-Khwarizmi a descris notațiile indiene într-o lucrare, azi dispărută, cunoscută acum sub numele de Kit ab al-jam'wal tafriq bi hisab al-Hind („Cartea despre adunare și scădere după metoda indienilor”), dar deși face uz de zero pozițional, el nu consideră zero drept număr. În lucrarea sa Kit ab al-fusul fi-l-hisab al-Hindi („Cartea despre capitolele aritmeticii indiene”), scrisă la mijlocul secolului al X-lea, la Damasc, Abu l-Hasan al-Uqlidisi laudă meritele noului sistem de numerație.